# 華碩PadFone
ASUS PadFone是華碩電腦於2012年4月20日所推出的高階智慧型手機產品。其最大特色是能將手機放入專屬的平板基座，使手機變成平板電腦，因此又被稱為變形手機，不但可以加大螢幕尺寸，還可以增加電量。第一代的產品甚至還有鍵盤基座，讓手機變成類似筆記型電腦的型態，但後繼機種並沒有提供。

## 技術規格[2]
- 螢幕：4.3" qHD Super AMOLED 960x540
- 處理器：1.5 GHz Qualcomm Snapdragon S4 8260A
- 照相相機：800萬畫素，配有LED閃光燈
- 視訊鏡頭：30萬畫素
- 記憶體；1GB RAM/32GB ROM（可Micro SD擴充）
- 傳輸介面：USB、藍牙、HDMI
- 重量：129g
- 尺寸：128 x 65.4 x 9.2mm
- 電池容量：1,520毫安培（mAh）
- 産地： 中華民國臺灣

## 特色[3]

### 硬體
- 虛擬按鍵：「返回」、「Home」、「多工」按鍵是採用在觸控螢幕上操作之虛擬按鍵。
- PadFone Station：PadFone之專屬外接螢幕配備，接上外接螢幕（10.1吋 TFT-LCD；解析度1280x800）可成為平板電腦。而外接裝置皆有配置電池，因此接上後之續航力可增加。
- PadFone Station Dock:PadFone之專屬QWERTY鍵盤配備，接上QWERTY鍵盤可成為一臺小型筆記型電腦。而外接裝置皆有配置電池，因此接上後之續航力可增加。
- PadFone 藍牙電話筆

### 預裝的應用程式
- 內建：

1. Super Note：自行開發的之製圖軟體，提供影像編輯、繪製等功能。
2. Watch Calender：自行開發的行事曆軟體，採圖形化介面。
3. asus@vibe：提供華碩自營應用程式的下載。
4. MyCloud：雲端儲存空間，可以免費使用有8GB額度，儲存在華碩公司所提供的網路伺服器內。

- 與第三方合作植入的應用程式：

1. Polaris Office，可開啟及編輯Microsoft Office之軟體。
2. GARMIN，市面上極富盛名的導航及路徑規劃軟體，在上市之初是android平台上唯一內建此導航軟體的手機。